# 假面騎士Drive角色列表
假面騎士Drive角色列表展示於朝日電視台放映的特攝劇集《假面騎士Drive》各個角色。

## 特狀課
泊進之介（とまり・しんノすけ）（竹内涼真飾）
詩島霧子（しじま・きりこ）（內田理央飾)
本願寺純（ほんがんじ・じゅん）（片岡鶴太郎飾／香港配音：羅偉亮（電影版）／台灣配音：林谷珍
警視廳特狀課的課長，職位屬警視。
討厭麻煩的穩健派。常指派詩島霧子去押回有曠工習慣的泊進之介。
為人迷信，常以占卜來決定當日的幸運顏色、或是幸運物。
經常擺著一臉老成的招牌微笑，卻很少人知道在想些什麼，有著意外強大的人脈，算是深藏不露的角色。
並且很早以前已是克里姆‧施丹伯特的舊相識，及為了向其提供協助因而成立了特狀課。其後因懷疑惡路程式一方的勢力正在警界之中醞釀著，所以與「腰帶先生」達成共識要先發制人，向外界公佈假面騎士Drive的真正身份以便特狀課能夠求全。
惡路程式事件解決後，因相關功績而成了警視廳副總監。
澤神凜奈（ざわかみ・りんな）（吉井怜飾／台灣配音：劉如蘋）
西城究（さいじょう・きゅう）（濱野謙太飾／台灣配音：吳愷笛）
本名「今井健太」，外派至警視廳特狀課的網路研究家。
擁有高超的情報能力，負責情報搜集處理。擅於利用網路上的人際關係搜集情報。
對超自然現象極度沉迷，熱衷程度更會不惜為此而擅離職守。
惡路程式事件解決後為超有人氣的網路研究家及小說家，將在特狀科的體驗真實寫入其小說《機械生命的友情》並熱銷大賣。
追田現八郎（おった・げんはちろう）（井俣太良飾／台灣配音：賈文安）
職位是警部補，原屬警視廳搜查一課，後被指派與特狀課合作的聯絡協助人員。
最初對特狀課處於堅決否定的態度，對於有關「重加速」一事嗤之以鼻，但經過多次體會和略微目睹假面騎士Drive的身姿後才深信不疑。
惡路程式事件解決後昇遷警部並為警視廳的知名刑事警察，受到搜查一課的追捧之下成了課長。
於外傳《Drive SAGA 假面騎士Heart》中與因實驗意外而得以再度復活的Heart一同合作調查了惡路程式相似的怪物襲擊市民的事件。

## 惡路程式
Heart（ハート）（蕨野友也飾／香港配音：鄧肇基／台灣配音：吳愷笛）
惡路程式002 / 心臟惡路程式所擬態的人類身份。
假面騎士Heart的變身者。
惡路程式的幹部之一，外型讓人感覺生人勿近的穿大衣男人。惡路程式中的指導者，常稱呼同類為「朋友」。
十五年前由科學家蠻野天十郎及克里姆‧施丹伯特共同製造出來，最初獲得人類形態時卻遭受蠻野非人道實驗和虐待，因擬態的該名本人原為拒絕資助蠻野的青年實業家廣井真藏，被複製其樣貌後從而當成了洩憤對象。
此經歷因而開始怨恨人類並計劃將之統治，於是與同伴一起作出叛變並將二人殺害。
直至策劃「Global Freeze」當晚被假面騎士Protodrive打敗，但其後獲得重生和進化且反倒將對方擊倒。
即使小事也會自行挺身而出，甚至用強硬方法解決。雖然略帶粗野，但卻有著直爽的性格，對同類一律以信任與嚴律的態度，即使是曾為假面骑士的Chase亦會坦誠相待。
縱使與泊進之介為敵對關係但亦會予以敬重，甚至不避嫌表達自己的心意，在互相欣賞的同時「喜悅」情緒達至極致而成功進化為「超進化態」。
進行準備第二次「Global Freeze」的事件當中Brain被蠻野天十郎所害而犧牲性命，因此決心要將其誅滅為Brain報仇。
最後與假面騎士Drive聯手消滅「Sigma Circular」之中負上致命傷，臨終前託付進之介勿忘惡路程式的存在後，並因多了一位作為人類的朋友之下帶著喜悅離世，亦成爲108個惡路程式中最後一位陣亡者。
於外傳《Drive SAGA 假面騎士Heart》中因澤神鈴奈的實驗得以重新復活，與追田現八郎一同合作調查了惡路程式相似的怪物襲擊市民的事件，在Brain及Medic兩人協助下成為了「假面騎士Heart」。
（有關被擬態者的詳情請見下「其他人物」一欄 ）
Brain（ブレン）（松島庄汰飾／香港配音：方榮基／台灣配音：賈文安）
惡路程式003 / 頭腦惡路程式所擬態的人類身份。
假面騎士Brain的變身者。
惡路程式的幹部之一，猶如參謀般存在的頭腦派，負責情報分析及搜集。
該名被擬態者原名杵田光晴，一年前為中央情報局的副局長。
因受到該名本人的影響而養成手帕及眼鏡從不離身的習慣，性格亦帶有神經質，非常討厭粗野、沒有計畫的行動方式。
對於Medic存在的立場，及自身的地位感到會被取締而顯得非常嫉妒。
經過真影壯一的安排之下以機械生命體犯罪專家的身份，及易名為能見創滲透入警隊之內。
其後真影被消滅後轉向與仁良光秀合謀，更和對方進行融合從而獲得強大的「嫉妒」情緒，因此成功進化為「超進化態」。
為阻止蠻野天十郎集齊「超進化態」的數目觸發第二次「Global Freeze」而開始逃亡，期間尋得方法拯救被洗腦的Medic而假意投誠。其後集合「超進化態」四人進行發動第二次「Global Freeze」的準備時，Medic身上因假面騎士Gord Drive所編寫的程序而成為了裝置「Sigma Circular」過剩力量逆流反噬的犧牲品，此時為了救助及讓其恢復自身意識而將程序轉移在自己身上，最後亦因此捨身成仁代替Medic承受逆流力量而壯烈身亡。
於外傳《Drive SAGA 假面騎士Brain》克里斯圖·帕普勒博士的幫助下成為了假面騎士Brain，擊敗了被曆代假面騎士反派們所創建的組織：「無」。
在《劇場版 假面騎士ZI-O Over Quartzer》作同樣為非系列外傳騎士假面騎士Brain登場。
（有關被擬態者的詳情請見下「其他人物」一欄 ）
Medic（メディック）（馬場富美香飾／香港配音：羅婉楓／台灣配音：劉如蘋）
惡路程式009 / 醫師惡路程式所擬態的人類身份。
惡路程式的女性幹部，通過伏特惡路程式所製造的裝置而再度復活。
具有修復惡路程式未被破壞的核心或治療軀體傷勢的能力。
对Heart有崇高的敬重甚至尊称其为「大人」，但會漠視以外同類的生死。
該名被擬態本人原名羽鳥美鈴，一年前遇上車禍垂危的該名本人並擬態過後，為了了解對方的情感而向其作出治療及監視。
但隨著治療惡路程式的次數越多，所接收的惡意情緒逐漸掩蓋自身對「愛」的原意而出現再度進化的瓶頸位，其後終於得知自身愛的情感是原自美鈴與飼犬的羈絆，因此「愛欲」的情緒達到極限而成功進化為「超進化態」。
不過被蠻野暗中改造的因由，完成「超進化態」之後失去自我並任由擺佈。在進行第二次「Global Freeze」的事件中獲得Brain相救並恢復意識，但Brain亦因此犧牲了性命。
為了和Heart一起共同復仇而與泊進之介聯手，在最後關頭不惜耗盡自身生命力，前往救治被「Sigma Circular」重傷的進之介而灰飛湮滅。
（有關被擬態者的詳情請見下「其他人物」一欄 ）
真影壯一（まかげ・そういち）（堀内正美飾／台灣配音：林谷珍）
惡路程式001 / 凍結惡路程式所擬態的人類身份，惡路程式的幹部之一。
該名本人為參議院議員，身任國家防衛局長官。
十二年前被泊英介查出自己的真正身份，在無法篡改對方記憶而受到進迫底下，借用銀行打劫事件策劃將其滅口，並助因嫉妒泊英介而將其槍殺的仁良光秀隱瞞真相。
暗中蓄谋引发诗岛刚内心的黑暗，及身份打算将其作为对抗宿敌假面骑士的最强战士参战。
一度被假面骑士Drive打敗後，「屈辱」的情感達到極限後以「超進化態」的姿態將對方撃殺。雖最終再被獲得重生，但仍被意外進化為type Tridoron形態的假面骑士Drive完全消滅。
Tornado（トルネード）（日向丈飾）
惡路程式008 / 龍捲惡路程式所擬態的人類身份，惡路程式的幹部之一。
該名被擬態本人原名喬治白鐘，為國外的知名時裝設計師，在其外貌被擬態後即遭殺害。
因受到該名本人記憶的影響，為尋覓頸部美麗的女人穿戴自製的項鍊而不斷周圍挑選並綁架，直至把詩島霧子看成是適合人選後將其虜走，但最後遭到假面骑士Drive、Mach及Chaser三人合力消滅。
惡路程式006（松浦新飾）
惡路程式006所擬態的人類身份，惡路程式的幹部之一。
擁有以人類姿態撃敗假面騎士Mach及Chaser的高強實力。
但在追撃蠻野天十郎之時，卻反被對方破壞核心並奪去了軀體。
蠻野天十郎（ばんの‧てんじゅうろう）（森田成一飾／台灣配音：吳愷笛）
Gold Drive及BRONZE DRIVE的變身者本作最終反派，詩島姐弟的父親，亦是開發惡路程式的科學家，認為所有人都是他的工具。
十五年前進度停滯不前的時候，曾懇求好友兼研究夥伴克里姆‧施丹伯特将重力引擎裝入在惡路程式身上。
當惡路程式誕生後，卻對其施以多種非人道實驗並將人類的負面情緒植入，後來因此遭到惡路程式報復而殺害，其意識被植入至Brain所持有的平板電腦內化成智能大腦系統。
被詩島剛從惡路程式一伙手上救出後，為接近特狀科而假意示好提供協助。過後於假面騎士Drive正在與心臟惡路程式戰鬥時向其施以突襲，指使惡路程式004奪取Drive驅動器後將之複製，並把帶有惡意程式的晶片植入Drive驅動器後造成「腰帶先生」發生異常並發動大規模的破壞行為。
轉移意識至複製完成的腰帶內後，再奪去惡路程式006的軀體以作利用變身成為假面騎士Gold Drive，力量達至與惡路程式「超進化態」同等的境界。
過後佔領特防中心設置「Sigma Circular」以準備發動第二次「Global Freeze」，但最終遭到假面騎士Mach打敗並被破壞作為意識載體的腰帶。
克里姆‧施丹伯特（／Krim Steinbelt）（Chris Peppler飾）／香港配音：梁志達）
惡路程式004所擬態的人類身份。
原本一直都行蹤不明，直到蠻野天十郎背叛特狀課後才正式現身，一直都是蠻野的手下。
在泊進之介傷重時伺機奪去其腰帶後將之複製，造就蠻野能夠變身成為Gord Drive，及開發裝置「Sigma Circular」為發動第二次「Global Freeze」作好準備。
十五年前在Heart殺害該名本人時暗中觀看，並在其即將死去期間進行了擬態。
最終為了護主，企圖向假面騎士Drive及心臟惡路程式等人同歸於盡而自爆身亡。
（有關被擬態者的詳情請見下「關係者」一欄 ）
Angel（エンジェル）（山崎真實飾）

#### 「Lupin帶來的挑戰書」
Cyberoid ZZZ（サイバロイドZZZ（スリーゼット））綾部祐二飾

### 事件犯人

#### 連續赤色化殺人未遂事件（第1－2話）
益田信夫（ますだ・のぶお）（横山真史飾）
惡路程式029 / 鋼鐵惡路程式其中所擬態的人類身份之一。
事件中尋找及綁架健全的人類，以收集數據複製於自己身上。
該名本人在事發期間被擄走及藏匿。
澤井伊代（さわい・いよ）（麻亞里飾）
惡路程式029 / 鋼鐵惡路程式其中所擬態的人類身份之一。
同一事件中另一名複製於自己身上的數據體。
該名本人同樣在事發期間被擄走及藏匿。

#### 幽靈畫廊事件（第3－4話）
淺矢一廣（あさや・かずひろ）（ルー大柴飾）
惡路程式010 / 塗料惡路程式所擬態的人類身份。
該名本人為畫室「Avant-garde」的主人，在事發期間被變成油畫。
暗地裏將女性數據化後再變成油畫收藏，過去「Global Freeze」當晚詩島霧子曾經成為其一的目標。
富士宮肇（ふじみや・はじめ）（村上雄太飾）
惡路程式084所擬態的人類身份。
淺矢一廣的弟子，四處將女性數據化後再變成素描畫收藏。
經調查顯示完全沒有該名本人的存在。

#### 連續貨車襲擊事件（第5－6話）
Crush（クラッシュ）（廣瀬康幸飾）
惡路程式023 / 粉碎惡路程式所擬態的人類身份。
身材肥胖的強盜首領，所擬態的身分不詳。
為了強搶食物而不斷襲擊食品公司的貨車，直至發現「Font R社」的貨車走私炸藥後開始只向該公司著手。

#### 連續建築物崩塌事件（第7－8話）
惡路程式033 / 獨家惡路程式（CV：中博史）
惡路程式033的進化型態，利用久坂俊介想要拍下獨家照片的慾望完成自身的進化。

#### 連續放火事件（第9話）／暗黑聖誕夜事件（第10－11話）
美波護郎（みなみ・ごろう）（あご勇飾）
惡路程式024 / 伏特惡路程式 / 伏特幽灵所擬態的人類身份。
通常被街坊稱為「發明爺爺」，該名本人為科幻小說家並且在三個月前已病逝。
為了實現未完結的小說《暗黑聖誕夜》的情節而計劃製造大停電。

#### 房地主殺人未遂事件（第12話）／ 強盜團襲擊未遂事件（第13話）
加夫（ガフ）（Bernard Ackah飾）
惡路程式017 / 槍手惡路程式所擬態的人類身份，西部牛仔風的外國人。
和惡路程式018為惡名昭彰的黑手黨兄弟，曾在美國殺害詩島剛的摯友伊森·伍德沃德。
與惡路程式018一同向外販賣「重加速」產生器及充當其護衛。
賓（Marvin Jr.飾）
惡路程式018的人類形態，惡路程式017 / 槍手惡路程式的弟弟。
和惡路程式017為惡名昭彰的黑手黨兄弟，殺害詩島剛的摯友伊森·伍德沃德的兇手之一。
負責「重加速」產生器的製造及銷售，藉由吸收鈔票企圖讓自身完成進化。

#### 人氣女演員跟蹤事件（第14－15話）
坂木光一（さかき・こういち）（三浦俊輔飾）
惡路程式069所擬態的人類身份。
與該名本人合作並複製其身份，對七尾莉菈進行多次的侵犯及造成滋擾。
（有關被擬態者的詳情請見下「其他人物」一欄 ）
七尾莉菈（ななお・リラ）（末永遙飾）
惡路程式096所擬態的人類身份。
奪取該名本人誤殺二階堂弘樹的殘酷記憶過後，暗地裡對其身邊的有關人等進行挾怨性報復。
（有關被擬態者的詳情請見下「其他人物」一欄 ）

#### 大規模婚姻欺詐事件（第16－17話）
甘城秀（あまぎ・しゅう）（松永博史飾）
惡路程式030 / 聲音惡路程式其中所擬態的人類身份之一。
該名本人為聯誼活動舉辦企業「Lovers Castle AMAGI」的經營者並早已被之處決。
利用自身能力欺騙女性來獲取大量金錢。
笹本喜三郎（ささもと・きさぶろう）（成松慶彥飾）
惡路程式030 / 聲音惡路程式其中所擬態的人類身份之一。
與該名本人各為了自身利益而作出合謀。
（有關被擬態者的詳情請見下「其他人物」一欄 ）

#### 復仇代理人事件（第18－19話）
橘真伍（たちばな・しんご）（中澤青六飾、CV：田久保修平）
惡路程式065 / 制裁惡路程式所擬態的人類身份。
從該名本人因岡島冬馬之死所萌生的復仇怨念而獲得進化，並以歪曲的手法代替進行未了的心願。
（有關被擬態者的詳情請見下「其他人物」一欄 ）

#### 偶像聲優襲擊事件（第20話）
西城究（さいじょう・きゅう）（濱野謙太飾）
惡路程式072所擬態的人類身份。
原本打算取代該名本人並將之處決，但意外地因愛好默片式動畫「Mur Mur Mansion」而變得情投意合。
因為不滿動畫劇場版起用偶像聲優的宣傳方針，而跑去襲擊擔當聲演的美優。
（有關被擬態者的詳情請見上「特狀課」一欄 ）

#### 連續預告爆炸事件（第23－24話）
茂木拓郎（もぎ・たくろう）（武子直輝飾）
惡路程式091 / 發射惡路程式所擬態的人類身份。
與該名本人合作及滿足對方慾望實行連續爆炸事件。
（有關被擬態者的詳情請見下「其他人物」一欄 ）

#### 運囚車襲擊事件（第25－26話）
惡路程式007 / 劍刃惡路程式（CV：大原崇）
為了測試惡路程式001所製造的新種病毒核心而找上多賀始，藉由吸收融合者的慾望完成自身的進化。
多賀始（たが・はじめ）（谷充義飾）
惡路程式007 / 劍刃惡路程式的融合者。
過去因多宗殺警的罪名而成為階下囚，通過與惡路程式007融合而獲得力量後，打算向曾經逮捕過他的早瀨明報復。
兩年後逃獄和坂木光一合作搶銀行，被詩島剛和狩野洸一聯手制伏之後卻遭到所配戴之「重加速」產生器內的毒針毒殺滅口。

#### 住宅街昏睡事件（第27－28話）
惡路程式050 / 探索惡路程式（CV：吉開清人）
被惡路程式001所指使透過刺激人類的負面情緒，來尋找可能適合強化惡路程式並進化的人選。
實則藉由西堀令子來刺激詩島剛令其與至親反目。
西堀令子（にしほり・れいこ）（羽根百合飾）
惡路程式050 / 探索惡路程式的融合者。
西堀光也的女兒。為了證明自身的犯罪能勝於父親，而被惡路程式050看上後與其融合。
化名為相馬賴子接近詩島剛並挑撥其負面情感，对自己下杀手而彻底使其走向歧路以完成最高的犯罪。

#### 連續銀行強盜殺人事件（第29－30話）
惡路程式067 / 開啟惡路程式（CV：河田吉正）
與根岸逸郎融合後獲取進化。
受Brain指使連續搶劫銀行並殺人，但實則藉此抹殺十二年前事件的所有目擊者。
根岸逸郎（ねぎし・いつろう）（福井博章飾）
惡路程式067 / 開啟惡路程式的融合者。
銀行搶劫案件的慣犯，十二年前被懷疑槍擊保護小孩的泊英介並致其殉職而被捕。
出獄後仍惡性不改，無法擺脫心中黑暗而被選為融合者。
兩年後雖然逃獄，但因在獄中期間徹底反省的緣故，為保護唐澤由香里而被仁良光秀開槍射殺。

#### 科搜研竊盜事件（第34話）／ 特狀課籠城事件（第35－36話）
惡路程式106 / 盜賊惡路程式（CV：勝杏里）
與仁良光秀融合後獲取進化。
仁良光秀（にら・みつひで）（飯田基祐飾）
惡路程式106 / 惡路程式003 / 盜賊惡路程式的融合者。
其他詳見「其他人物」一欄。

#### 連續惡路程式自燃事件（第37－38話）
奥村松太郎（おくむら・まつたろう）（吉岡そんれい飾）
惡路程式090 / 烹飪惡路程式的融合者。
餐廳「Supreme」店主。
為了提升對味道的靈感，而甘願與増川美穗 / 惡路程式090合作並進行融合。
増川美穗（ますかわ・みほ）（鮎川桃果飾）
惡路程式090 / 烹飪惡路程式所擬態的人類身份。
餐廳「Supreme」職員之一，奥村松太郎的助手。
受Medic指示製造特製調味料「翁夫勒的夕陽」。

#### 《手里剑战队忍忍者VS假面騎士Drive 春假合體1小時特別篇》
D博士（ディーはかせ）（岸祐二飾）
惡路程式089所擬態的人類身份。
該名本人為修卡的餘孽之一，於某宗爆炸事件之中已經身亡。
正在研究「空間變異裝置」企圖逆轉時空而改變歷史期間，亦導致假面騎士Drive與手裏劍戰隊忍忍者兩個世界融合著。

#### 追蹤超怪盜之謎（秘密任務 type TV-KUN）
西堀光也（にしほり・こうや）（野間口徹飾）
惡路程式005所擬態的人類身份。
過去在「Global Freeze」發生前因為憧憬該名本人的犯罪而複製其身分，但是卻被假面騎士Protodrive消滅後回歸成為核心狀態。
半年後獲許重組軀體，並利用「Ultimate Lupin」的身分實行了多宗綁架事件。
該名本人為犯罪心理學家，並且早已因為實行多宗模仿犯事件被泊進之介逮捕。
核心被其另外製作的「Anima System」複製且保存，兩年後進化成復仇者惡路程式且暗中進行一連串的報復。
（有關被擬態者的詳情請見下「其他人物」一欄 ）

#### 高速型號誕生（秘密任務 type HIGH-SPEED！）
惡路程式027（關智一飾）
所擬態的人類身份不明。
製造了大量的仿冒《てれびくん》的月刊雜誌《てびれくん》。
能变身成伪冒的假面骑士Drive。

#### Lupin最後的挑戰書（秘密任務 type Lupin）
惡路程式100（CV：高橋研二）
武器收集狂。
襲擊假面骑士Lupin並搶走其專屬武器魯邦槍手，之後自行更變身成Lupin犯下博物館竊盜案的犯人。

## Drive pit
泊進之介（とまり・しんノすけ）（竹内涼真、青木綾平（少年期）飾／香港配音：郭俊廷（電影版）／台灣配音：江志倫（本篇、電影版））
假面騎士Drive、假面騎士超Dead Heat Drive、假面騎士Dead Heat Drive、假面騎士Zero Drive的變身者。
職位是巡查，熱愛汽車和喜歡吃牛奶糖的警官。生日日期與聖誕節及平安夜為同一天。十分討厭保密主義的人。
对作为警部补的父亲泊英介十分敬重，并在其影响下成为刑警。
過去本是熱血份子，但「Global Freeze」當晚因「重加速」的關係導致同僚早瀨明發生意外，自此感到內疚而變得一蹶不振。
半年後被下派到特狀課，並且與Drive驅動器的相遇，使他成為假面騎士Drive並找到新的目標前進。
雖然在日常或案情處於膠著情況下態度散漫，但每當到達關鍵時刻就會進行拉緊領帶的小動作，並發揮高超的辦案能力。
了結所有惡路程式的有關事件後，轉屬至搜查一課並昇遷為巡查部長，往後與父親一樣成為了警界的焦點所在。
於《假面騎士×假面騎士 Ghost & Drive 超MOVIE大戰 Genesis》在解決完頻發異常現象事件後，其後與詩島霧子結婚，將誕下的長子取名為「泊英志」。
於《假面騎士平成Generations Dr.Pac-Man對EX-AID&Ghost with 傳說騎士》作為傳說騎士登場，並在因為不明原因而返回地球的紘汰的幫助下，與腰帶先生再次重逢，並變回假面騎士Drive擊倒敵人。
口頭禪是「想不了那麼多」（日語原文為）；變身後迎戰時刻的口頭禪則是「陪我走一圈吧」（日語原文為）。
詩島剛（しじま・ごう）（稻葉友、橋爪龍（童年期）飾／香港配音：張振熙（電影版）／台灣配音：賈文安（本篇）；歐祖豪（電影版）
假面騎士Mach、假面騎士 Mach Chaser的變身者，詩島霧子的親弟。
個性爽朗兼擁有自我步伐的競爭心理，有強烈的表演慾及喜愛惡作劇。
興趣是攝影，與姊姊一樣擁有驚異的體能。
原本留居於美國時結識了摯友伊森·伍德沃德，卻因為對方被惡路程式殺害而踏上復仇之路。之後被哈雷‧亨德里克森挑選成為Mach系統持有者並接受訓練，但未等及進度完成就急於回國。
對惡路程式有著很大的仇恨，即使對過去曾經是假面騎士的Chase亦會存有成見。只因生父乃是惡路程式的開發者蠻野天十郎，為了避免霧子得知事實的真相而期望盡快能消滅所有惡路程式。
惡路程式事件結束後，為了將Chase復活而與哈雷‧亨德里克森流浪於世界各地。在旅行中發表了自然界的動物寫照造成話題，因此在世界各地有夢幻攝影師的名氣。
於《劇場版 假面騎士ZI-O Over Quartzer》中，與常盤莊吾等人一同受到古利姆的委托尋求協助。
與其他假面騎士變身者不同的是變身口號為「Let's 變身」；變身後迎戰時刻的口頭禪則是「追跡、撲滅、總之也是馬赫！假面騎士Mach！」（日語原文為)
Chase（チェイス）（上遠野太洸飾／香港配音：張添勝（Viu時王）／台灣配音：江志倫（本篇、電影版））
假面騎士Chaser的變身者。
過去原是「腰帶先生」所造就的惡路程式000 / 零原型，並是假面骑士Protodrive的变身者，「Global Freeze」事件當晚獨自抵抗惡路程式的作亂。
後來被心臟惡路程式所擊敗，並受到對方人等虜獲後被強制進行改造及篡改记忆，再獲得人類形態後從而成为恶路程式之中的殺手兼幹部的一员。
該名被擬態本人原名狩野洸一，為警視廳交通機動隊的警員。
擁有力量變身成為別稱「死神」的魔進追跡者。負責制裁行事逾矩的惡路程式，將其消滅後回歸成核心狀態並回收。
直至遇上詩島霧子後記憶開始出現零碎的復甦，但遭受到Medic的改造後再度失去自我。
經歷多次和假面骑士Drive對決後最終戰敗，面臨瀕死邊緣時被霧子所救，治癒過後貌似已明瞭自身身份，雖然对未来的去向及在Heart的情義之間仍存有迷茫，但最終在本能驅使之下，決定再次踏上為守護人類而戰的假面騎士之路。
最後在特防中心的一役中為保護身受重傷的詩島剛而被蠻野天十郎重創，之後更捨身衝向蠻野，準備與其同歸於盡卻未遂身亡。
於《假面騎士×假面騎士 Ghost & Drive 超MOVIE大戰 Genesis》中受到蝴蝶效應影響而短暫復活，在時空受到修正時而後再次消失。
於外傳《Drive SAGA 假面騎士Chaser》中在惡路程式099/Angel贈與的羽毛迴路作用下，擁有了與一般人類相同的心。
於《假面騎士ZI-O》第47-48話以死神/魔進追擊者方式登場。
克里姆‧施丹伯特（／Krim Steinbelt）（Chris Peppler飾／台灣配音：林谷珍（本篇）；陳彥鈞（電影版））
開發Drive驅動器及賽特朗的科學家。
十五年前同為科學家的好友蠻野天十郎發明出增值強化型人造人，受到對方懇求添加自己開發的核心重力引擎驅動裝置，因而造就了惡路程式的誕生。
因無法忍受蠻野逐漸陷入瘋狂的行徑而決定與其斷絕關係，但其後卻與蠻野同樣被Heart和帶領的惡路程式所殺害，臨終時被在暗處旁觀的惡路程式004複製了數據。
於《劇場版 假面騎士ZI-O Over Quartzer》影像留存的數據方式登場，向常盤莊吾等人及詩島剛一同發出求救訊號。
（有關惡路程式004擬態身份後的詳情請見上「惡路程式」一欄 ）
腰帶先生（ベルトさん）（CV：Chris Peppler）
Drive驅動器內藏的人工智能。擁有自我意識並可以與人類進行對話。口頭禪是「Start your engine」。
十五年前克里姆‧施丹伯特遭到Heart的毒手以致喪生之前，把所有意識與記憶移植至Drive驅動器之中，於聯動劇場版《假面騎士×假面騎士 Drive & 鎧武 MOVIE大戰 Full Throttle》中向進之介坦誠，在生前製造出了沒有核心自行驅動的強化型惡路程式「Cyberoid ZZZ」用來當作自身靈魂意識的軀體載具使用，但因為精神力不足無法起動的緣故，而把該軀體封存於古堡的石棺內，到了後期才改為以驅動器的方式來作為自我意識的載具；而在與怪盜魯邦的對決中為了幫進之介擋下魯邦的攻擊而一度導致系統損壞，在詩島剛的協助下將驅動器重新注入回復系統得以再度復原。
其後「Global Freeze」當晚造就出假面騎士Protodrive成功阻止惡路程式的陰謀。
Protodrive經此一役戰敗並於事件過後半年，暗中安排泊進之介調任至特狀課，並作為指導者般引領他成為假面騎士Drive。
於《劇場版 假面騎士Drive Surprise Future》中因蠻野天十郎暗中植入的晶片影響而機能變得異常失控，而一度被進之介毁壞，而在進之介使用Tridoron Key之後將數據重新聯結，得以讓系統重新復原。
因過去的事故而對Heart非常懼怕，甚至當進之介執意要與其戰鬥時都要極力阻止。
在所有惡路程式的事件平息後，因有感自己的發明會對人類構成另一重大威脅之下，與特狀課等人告別後將所有Drive系統包括自身一同封印於「Drive Pit」地底之中。
於《假面騎士平成Generations Dr.Pac-Man對EX-AID&Ghost with 傳說騎士》在因為不明原因而返回地球的葛葉紘汰的幫助下，與泊進之介再次重逢。
（有關另類資料請見「輔助工具」→「變身腰帶」一欄）
哈雷‧亨德里克森（／Harley Hendrickson）（大月吳爾夫飾／台灣配音：吳愷笛）
克里姆‧施丹伯特的恩師。
亦是開發Mach驅動炎的科學家，在美國選中詩島剛成為Mach系統的使用者。
現時正在駕駛機車環遊世界當中，碰巧途經日本時協助完成「Shift Dead Heat」移速戰車。
澤神凜奈（ざわかみ・りんな）（吉井怜飾／台灣配音：劉如蘋）
外派至警視廳特狀課的電子物理研究學家。
「重加速」一詞正是由她命名，負責對怪人的能力進行研究分析，及發明儀器測量「重加速」所殘留的粒子反應。
個性爽朗的歡樂製造者，但對自己是單身一事卻會顯得焦躁。
事實另一身份早已是假面騎士Drive秘密的助力之一，並負責進行有關裝備的維修及調整。
惡路程式事件解決後回到學會，以電子物理學方面的世界權威身分繼續活躍，後年更獲得諾貝爾物理學獎。
詩島霧子（しじま・きりこ）→泊霧子（とまり・きりこ）（內田理央、加藤結（童年期）飾／香港配音：黃紫嫻（電影版）／台灣配音：連婉鈞（本篇）；李昀晴（電影版）
職位是巡查，與泊進之介同屬特狀課的女警。
貌美的一位助手，但不苟言笑，行事有如機械運作一般。擅長近戰格鬥技巧和射擊。
知道進之介為假面騎士Drive有關秘密及為其提供協助。
在「Global Freeze」事件中曾遭到惡路程式010的攻擊，因為害怕與憤怒而自此不再露出笑容，直至該惡路程式被Drive所消滅後才能走出陰霾。同時亦受進之介等人的影響下慢慢開始展露笑容。
得悉Chase真正身分是曾經救過自己性命的假面骑士Protodrive後，即使已成敵對立場，但依然相信對方仍會存有正義的初心。
惡路程式所有事件完結後轉屬至搜查一課，以搜查官的身份繼續活躍。
其後與進之介結婚，婚後名字改為泊霧子，並將誕下的兒子取名為「泊英志」。

## 久瑠間駕駛執照考場
如月仁奈（きさらぎ・にいな）（井坂仁美（KAMEN RIDER GIRLS）飾）
久瑠間駕駛執照考場職員之一。
山吹沙月（やまぶき・さつき）（遠藤三貴（KAMEN RIDER GIRLS）飾）
久瑠間駕駛執照考場職員之一。

## 警視廳
早瀨明（はやせ・あきら）（瀧口幸廣飾）
泊進之介的前同事，也是他的好友。
「Global Freeze」當晚因進之介的失態導致身受重傷，其後需要暫時停職及住院休養。
當傷患初癒後，為支援進之介而提供車房及維修設施以代替受到破壞的「Drive Pit」。
兩年後再次與進之介共事，專門負責協商。
仁良光秀（にら・みつひで）（飯田基祐飾）
警視廳搜查一課的課長，追田現八郎的直屬上司。
性格刻薄陰險且勢利，像超典型令人討厭的上司角色設定。
起初因為直屬於真影壯一底下並為其效命，以特狀課是一個沒有成效的部門作為藉口，經常處心積慮對特狀課找麻煩，後來被真影當成棄子而轉向協助特狀課。
事實乃是十二年前因嫉妒而殺死泊英介的真兇，惡路程式001 / 凍結惡路程式被消滅後因怕真相會被揭露，從而和Brain合作實行有關毀滅證據的行動，甚至與其融合成為「超進化態」。
其後不斷向外間涅造罪證及策劃籠城事件嫁禍泊進之介，但最終反被對方智破局面並揭開惡行之下遭受警方拘捕。
兩年後逃獄及企圖率眾射殺唐澤由香里，但是卻因為根岸逸郎的背叛被進之介制伏。
泊英介（とまり・えいすけ）（たれやなぎ飾）
泊進之介的父親，同樣也是任職警察，於警視廳搜查一課中職級屬警部補。
对进之介成为刑警有着决定性的影响，在警视厅的名声也非常好，但是貌似被仁良光秀所忌惮和不屑。
於十二年前查出真影壯一的真面目是惡路程式001，並且沒有受到對方的能力所影響。
其後在的銀行打劫事件中，因保護唐澤由香里期間遭受仁良施以的槍擊而殉職，真相並在惡路程式001的策劃之下掩蓋。
岬順子（みさき・じゅんこ）（建みさと飾）
為調查事件而與特狀課合作的女警，屬警視廳搜查二課，職位是刑警。
在事件過程中被聲音惡路程式的能力影響而精神失控。
橘真伍（たちばな・しんご）（中澤青六飾）
屆齡退休的前警視廳刑警，追田現八郎的警界前輩。
對於五年前未能偵破的復仇網站連續傷害事件相當耿耿於懷。
兩年後收到淺村誠的犯罪預告而向追田現八郎求助。
日下部章（くさかべ・あきら）（山崎潤飾）
隸屬警視廳公安部。
當年案件因與追查目標西堀光也扯上關係而需要介入。
事實上在泊進之介面前出現的其實是Brain的偽裝，而該名本人早就因為知道太多有關小田桐正彦的研究而被其滅口。
古葉進次（こば・しんじ）（柳澤慎吾 飾）

## 其他人物
西堀光也（にしほり・こうや）（野間口徹飾）
犯罪心理學家，背後實行多宗模仿犯事件。
「Global Freeze」事件前夕因為一次綁架事件而被泊進之介及早瀨明追捕，逃亡時受到惡路程式005襲擊但幸得假面騎士Protodrive所救，其後遭到進之介逮捕，現正囚禁在監獄內。
在「暗黑聖誕夜事件」中被查出曾與美波護郎合作推出著作，因其了解未完小說《暗黑聖誕夜》的後續而成為破案關鍵。
2年後被惡路程式005當成令其復活的棋子。
（有關惡路程式005擬態身份後的詳情請見上「惡路程式」中「事件犯人」一欄 ）
廣井真藏（ひろい・しんぞう）（蕨野友也飾）
惡路程式002 / 心臟惡路程式的擬態者，是名青年實業家。
十五年前曾拒絕成為蠻野天十郎研究項目的資助人，讓蠻野因此對其相當痛恨，因而將恨意轉嫁給Heart。
（有關惡路程式002擬態身份後的詳情請見上「惡路程式」一欄）
杵田光晴（きねた・みつはる）（松島庄汰飾）
惡路程式003 / 頭腦惡路程式的擬態者。
中央情報局的副局長，「Global Freeze」事件當晚被正在逃亡而闖入大樓的惡路程式003襲擊。
（有關惡路程式003擬態身份後的詳情請見上「惡路程式」一欄）
狩野洸一（かの・こういち）（上遠野太洸飾）
惡路程式000 / 零原型的擬態者。
警視廳交通機動隊的警員，因自身個性的關係而沒人緣，在街上偶然被暗中躲藏的零原型看中並複製了外貌。
其後機緣巧合下截查泊進之介的車輛時因而讓到對方認識。
（有關惡路程式000擬態身份後的詳情請見上「假面騎士」一欄）
岡村敬助（おかむら・けいすけ）（高野八誠飾）
反政府恐怖主義組織「Neo Shade」的首領。
曾經與惡路程式勾结起来，但因被泊進之介等人追捕而逃亡。
後來偷取作為警方證物的幽靈眼魂，企圖獲得替代惡路程式的力量以復興組織。
泊英志（とまり・エイジ）（真劍佑 飾）
田宮日奈子（たみや・ひなこ）（山地真理飾）
田宮洋（たみや・よう）（吉田晴登飾）

### 事件關聯者

#### 連續貨車襲擊事件（第5－6話）
市川勇蔵（いちかわ・ゆうぞう）（山本康平飾）
食品公司「Font R社」員工。事件受害人之一。
曾經受到粉碎惡路程式所襲擊時被假面騎士Drive所救，直至Drive被頭腦惡路程式重創昏迷期間，為了報恩而向對方施以援手。
桐原英治（きりはら・えいじ）（小林高鹿飾）
職位是警視，屬警視廳公安部。
因負責調查事件的關係而需要和特狀課合作。
事實上是倉持滿的遠房親戚，並且一直有收取對方金錢來包庇惡行。
倉持滿（くらもち・みつる）（水野智則飾）
食品公司「Font R社」社長。
表面上旗下貨車因多次受到粉碎惡路程式的破壞，導致蒙受損失而成為受害人之一。
但實際卻暗地製造與走私爆炸品。

#### 連續建築物崩塌事件（第7－8話）
高杉憲太（たかすぎ・けんた）（內野謙太飾）
《東都時代》報刊的記者。
曾經和久坂俊介聯手作有關「開島城市建設」建築公司偷工減料工程的報導，但因為牽扯到官商勾結被以捏造為由壓了下來。
起初以做假面騎士的獨家報導為由而緊追著泊進之介。真正目的是希望借助假面騎士的力量，阻止久坂不再沉淪下去。
久坂俊介（くさか・しゅんすけ）（永岡卓也飾）
《東都時代》報刊的攝影記者。
之前和高杉憲太所作的報導因捏造為由壓下因此懷恨在心，為了拍下獨家畫面更與惡路程式033 / 獨家惡路程式狼狽為奸。
故意專門挑選「開島城市建設」和政客有關的建築物下手，拍下崩塌的時刻並做成報導。
吉田裕之（よしだ・ひろゆき）（國枝量平飾）
《東都時代》報刊的前任記者，現職「Twirl集團」保安員。
過去因為承擔了久坂俊介被誣告的捏造新聞相片之事而被迫離職。

#### 連續放火事件（第9話）
野崎輝彥（のざき・てるひこ）（細川晴太飾）
事发地区居住的孩子，美波护郎的邻居。
因得知美波护郎為伏特惡路程式的化身而捲入危機之中。

#### 房地主殺人未遂事件（第12話）／ 強盜團襲擊未遂事件（第13話）
戶田川直樹（とだがわ・なおき）（加藤パーチク飾）
「九路田工業」職員。
以前是花村金蔵的手下，但因為拒絕同流合汙而被縱火燒了自己的房子。
為了報復花村而向惡路程式018購買「重加速」產生器並搶走其黃金雕像，並且偽裝成整個案件都是惡路程式的所為。
花村金蔵（はなむら・きんぞう）（中村直太郎飾）
和黑道有掛勾的地皮商人。
被戶田川直樹襲擊而住院中。

#### 人氣女演員跟蹤事件（第14－15話）
村正守（むらまさ・まもる）（近江谷太朗飾）
藝能經紀公司「V.R Agency」社長。
過去曾經親手阻斷了七尾莉菈和二階堂弘樹的戀情。
砂原忠（すなはら・ただし）（金谷マサヨシ飾）
「赤山商事」營業部主任，同時為粉絲團的團長。
追隨七尾莉菈的跟蹤狂之一，時常扮裝成各種職業的人物逼七尾莉菈收下自己送的禮物。
二階堂弘樹（にかいどう・ひろき）（三上真史飾）
早已因墜崖事故喪命的人氣占卜師，七尾莉菈的前男友。

#### 大規模婚姻欺詐事件（第16－17話）
岬順子（みさき・じゅんこ）（建みさと飾）
笹本喜三郎（ささもと・きさぶろう）（成松慶彥飾）
澤神鈴奈在大學時的前男友，為了聲音處理的科學研究，而與聲音惡路程式成為生意的合伙人。
（有關聲音惡路程式擬態身份後的詳情請見上「惡路程式」中「事件犯人」一欄）

#### 復仇代理人事件（第18－19話）
橘真伍（たちばな・しんご）（中澤青六飾）
淺村誠（あさむら・まこと）（青柳尊哉飾）
被暴力恐嚇集團「Black Candle」襲擊的受害者，使用宇津木壮的假名騙取詩島剛的信賴。
事實上為五年前的復仇網站連續傷害事件的主謀，在網路上架設非法網站「Judge Time」供人留言來決定襲擊目標。
兩年後逃獄後獨斷行動。在其意圖刺殺橘真伍時被追田現八郎擋下且制伏，之後被仁良光秀射殺。
岡島冬馬（おかじま・とうま）（吉田悟郎飾）
五年前成為了宇津木壮的代罪羔羊而被殺害，後來只定案為懷疑自殺身亡而一直含冤。
岡島秋絵（おかじま・あきえ）（東亞優飾）
岡島冬馬的妹妹。
因兄長的事件而不斷遭受傳媒的輿論壓力，繼而影響了日常的生活。

#### 偶像聲優襲擊事件（第20話）
美優（ミユ）（辻美優飾）
動畫「Mur Mur Mansion」劇場版計劃起用的偶像聲優。
但因動畫以默片作為特色，所以惹來惡路程式072的不滿而遭受到襲擊。

#### 連續預告爆炸事件（第23－24話）
茂木拓郎（もぎ・たくろう）（武子直輝飾）
綠山東高中的學生。
被發現總會在多宗爆炸事件的現場附近出現，而遭到懷疑與事件扯上關係。
事實的確是因厭倦平凡的生活而與惡路程式091 / 發射惡路程式合作尋求樂趣。
（有關發射惡路程式擬態身份後的詳情請見上「惡路程式」中「事件犯人」一欄）

#### 住宅街昏睡事件（第27－28話）
相馬良（そうま・りょう）（後藤崇太飾）
「Town Rest不動產」營業部的業務。

#### 連續銀行強盜殺人事件（第29－30話）
丸谷慎吾（まるや・しんご）（中谷竜飾）
「高青工業」職員，根岸逸郎的前同夥。
唐澤由香里（からさわ・ゆかり）（小泉ここ、内藤咲愛（童年期）飾）
十二年前银行抢劫事件中被泊英介所救，同時目擊惡路程式001在現場出沒。
其後在「特狀課籠城事件」之中成為仁良光秀的殺害目標及身中劇毒，幸得Chase帶往被蠻野天十郎救治。

#### 連續失蹤事件（第31－32話）
藤木徹（ふじき・とおる）（澤村大輔飾）
因父親藤木巖無故失蹤而向特狀課求助。
藤木巖（ふじき・いわお）（平尾仁飾）
「藤木製作所」的社長，藤木徹的父親。
在製作所中突然無故失蹤，甚至周遭所有人都忘卻有關他的存在。

#### 科搜研竊盜事件（第34話）
三之輪麻里子（みノわ・まりこ）（野口聖古飾）
科搜研職員。
在現場發生「重加速」後懷疑某個證物遭到竊盜。
重田靜夫（しげた・しずお）（五王四郎飾）
科搜研物理科科長。
十二年前受真影壯一的指示，藏起作為殺害泊英介事件證物的手槍，其後記憶被對方消除。

#### 連續惡路程式自燃事件（第37－38話）
板垣祐（いたがき・ゆう）（永嶋柊吾飾）
餐廳「Supreme」的見習生。

#### 連續女性意識不明事件（第41－42話）
羽鳥美鈴（はとり・みすず）（馬場富美香飾）
惡路程式009 / 醫師惡路程式的擬態者。
原是「Amoroso」芭蕾舞團的舞者。
一年前因五十嵐一也的原故而導致車禍重傷，垂死時雖得到路經的Medic治癒但仍失去意識及被其藏起。
現今Medic為了獲得「超進化態」的關鍵，而被帶進醫院內引起事端並受到監視。
（有關惡路程式009擬態身份後的詳情請見上「惡路程式」一欄）
五十嵐一也（いがらし・かずや）（八神蓮飾）
同為「Amoroso」芭蕾舞團的成員之一。
一年前因被羽鳥美鈴發現挪用公款而企圖謀殺對方，得知美鈴仍然在生後為怕暴露真相，因此自認作其的戀人而乘機接近加害。

#### 「Sigma Circular」起動事件（第43－44話）
戶賀間明夫（とがま・あきお）（津村和幸飾）
國家防衛局的補佐官。
委託特狀課制定防範第二次「Global Freeze」的發生。

#### 大學教授殺人事件（秘密任務 type TOKUJO）
小田桐正彦（おだぎり・まさひこ）（大高洋夫飾）
於新京大學任職人類科學部教授。
「Global Freeze」當晚離奇地因急性心臟衰竭而死亡。
在事件中卻查出生前與惡路程式開發者蠻野天十郎有密切的關係。
日下部章（くさかべ・あきら）（山崎潤飾）
葛西瞳（かさい・ひとみ）（里久鳴祐果飾）
小田桐正彦的助手。
在事發翌日無故地神秘失蹤，直至一年過後卻突然主動向警方自首。

## 其他演員
- Neo Shade成員 - 大藤直樹（日语：大藤直樹）、白井雅士（日语：白井雅士）（第1話）
- 高須和彦 - 西原信裕（第1話）
- 被惡路程式029襲擊的路人 - 中村哲也（第1話）
- 警官 - 斎藤直紀（第1話）
- 鑑識官 - 衛藤将展（第1話）
- 廚師 - 成島有騎（第1話）
- 服務生 - 小泉みゆき（第1話）
- 主婦 - しのへけい子（日语：しのへけい子）（第2話）
- 警官 - 淺川聰（第3話）
- 學生 - 江口祐貴、小松直樹（第3話）
- 強盗犯 / 惡路程式051 - 大賀太郎（第3話）
- Crush的手下A / 惡路程式060 - 安田裕己（日语：団長安田）（安田大马戏团）（第5話）
- Crush的手下B / 惡路程式074 - 小黑（日语：クロちゃん (お笑い芸人)）（安田大马戏团）（第5－6話）
- 輝彦母親 - 今渕仁音（第9話）
- 美波護郎的部下A / 惡路程式037、死者 - 新田健太（日语：新田健太）（第9話、第21－22話）
- 美波護郎的部下B / 惡路程式103 - 辻本一樹（日语：辻本一樹）（第9話）
- 赤城稔次 - 鳥木元博（日语：鳥木元博）（第12話）
- 九路田工業的管理人 - 金井節（日语：金井節）（第12話）
- 警察官 - 井上智之（日语：井上智之）、勝光德（第12話、第25－26話）
- 呆滯強盜團 - 佐藤太輔（日语：佐藤太輔）、藤田慧（日语：藤田慧）、神前元（日语：神前元）（第13話）
- 管理人 - 松本じゅん（日语：松本じゅん）（第15話）
- 甘城秀的部下A / 惡路程式046 - 石井靖見（日语：石井靖見）（第16話）
- 甘城秀的部下B / 惡路程式085 - 村井亮（日语：村井亮）（第16話）
- 記者 - 關直人（日语：関直人）（第18－19話）
- 「Black Candle」領導人/混混 - 村上耕平（日语：村上耕平）（第18－19話）
- 「Black Candle」成員 - 日向滉一（第18話）
- 簽名會來客 - 新野アコヤ（第20話）
- 目撃者 - 丸山拓真（第21話）
- 警官 - 田中宏幸（日语：田中宏幸 (俳優)）（第21話）
- 死者 - 藤田洋平（日语：藤田洋平 (俳優)）、隈本秋生、松本直也（第22話）
- 爆炸物處理班隊長 - 白井雅士（第23話）
- 警察官 - 岩永智（第23話）
- 學生 - 龜井有馬、吉田秀太朗（第24話）
- 爆炸物處理班 - 内川仁朗（日语：内川仁朗）、岡田和也（日语：岡田和也 (俳優)）、寺本翔梧、田中慶（第24話）
- 記者 - 神永舞花（第26話）
- 警官 - 北村海、勝呂學、田中慶（第26話）
- 住民 - 小美野来希、足立りょう太、田中あい（第27－28話）
- 警官 - 鮎河圭吾、大林勝（日语：大林勝）（第27話）
- 松井警視監 - 窪園純一（日语：窪園純一）（第27話）
- 由香里母親 - 渡邊杉枝（日语：渡辺杉枝）（第29－30話）
- 真影的助理 / 惡路程式028 - 石井淳（第29、31話）
- 山王丸智子 - 高橋繪吏（第29話）
- 藤木春子 - 阿部朋子 （第31話）
- 特殊警察 / 惡路程式092 - 富永研司（日语：富永研司）（第31話）
- 法醫 - 三上哲（第33話）
- 新聞主播 - 船越理恵（第33話）
- 記者 - 大河原生純（第35話）
- 新聞主播 - 若林秀俊（日语：若林秀俊）（第35話）
- 警官 / 惡路程式048 - 尾花かんじ（日语：尾花かんじ）（第35－36話）
- SAT部隊長 / 惡路程式049 - 豬爪尚紀（第35－36話）
- 東都時代記者 - 宇山けん（日语：宇山けん）（第35－36話）
- 上班族男 / 惡路程式068 - 内川仁朗（第37話）
- 黑服男 / 惡路程式036 - 榮男樹（第37話）
- 黑服男 / 惡路程式062 - 岡田和也（第37話）
- 水浦音音 - 松岡音々（日语：松岡音々）（第39話）
- 司機 - 萩原宏樹（第39話）
- 執照考試官 - ト字高雄（第39話）
- 護士 - 和田麻菜、七海エリー （第41話）
- 芭蕾舞導師 - 味岡ちえり（第42話）
- 特殊部隊隊長 - 六本木康弘（日语：六本木康弘）（第43話）
- Neo Shade成員 - 高木英一（日语：高木英一 (俳優)）、神前元、伊藤茂騎（最終話）